# Spyridon de Trimythonte
 (mai 2025).
Si vous disposez d'ouvrages ou d'articles de référence ou si vous connaissez des sites web de qualité traitant du thème abordé ici, merci de compléter l'article en donnant les références utiles à sa vérifiabilité et en les liant à la section « Notes et références ».
Saint Spyridon (en grec : Ο Άγιος Σπυρίδων, Επίσκοπος Τριμυθούντος) fut évêque de Trimythonte, sur l'île de Chypre, au IVe siècle. 
Il reste un saint très populaire de l'Église orthodoxe, en particulier en Grèce et à Chypre.

## Biographie
Spyridon naquit sur l'île de Chypre en 270, dans le village d'Assia (en grec : Άσσια). Il était berger, marié à une femme avec laquelle il eut une fille nommée Irène. Après la mort de son épouse, il embrassa, tout comme sa fille, la vie monastique. Quelques années plus tard, il fut élevé par le peuple au rang d'évêque de Trimythonte et continua sa vie dans une grande piété, marquée par ses actes de charité.

### Le Concile de Nicée
Sa piété lui permit d'assister au premier Concile Œcuménique en 325 sous le règne de saint Constantin le Grand. Lors de ce concile, il débattit avec un philosophe grec qui défendait l'hérésie arienne, qui contestait la divinité de Jésus Christ. Face aux argumens complexes et rationnels du philosophe, saint Spyridon opposa un discours simple mais empreint de sagesse divine. Il déclara : « Écoute, philosophe, il y a un seul Dieu, créateur de tout, visible et invisible, qui par sa Parole et son Esprit a ordonné toutes choses. Le Verbe, c’est le Fils de Dieu, descendu sur terre pour notre salut, né d'une Vierge, qui a souffert, est mort et est ressuscité pour nous. Il est un en essence avec le Père, égal en autorité et en honneur. »  

Le philosophe fut profondément impressionné par la puissance de ce discours, et il avoua à ses compagnons être incapable de réfuter ces propos : « Jusqu’à présent, j'ai toujours pu réfuter les arguments par d’autres preuves. Mais les paroles de ce vieillard sont remplies d’une force divine indéniable. » Touché par la grâce, il se convertit et reçut le baptême, reconnaissant l’œuvre de Dieu à travers saint Spyridon. 

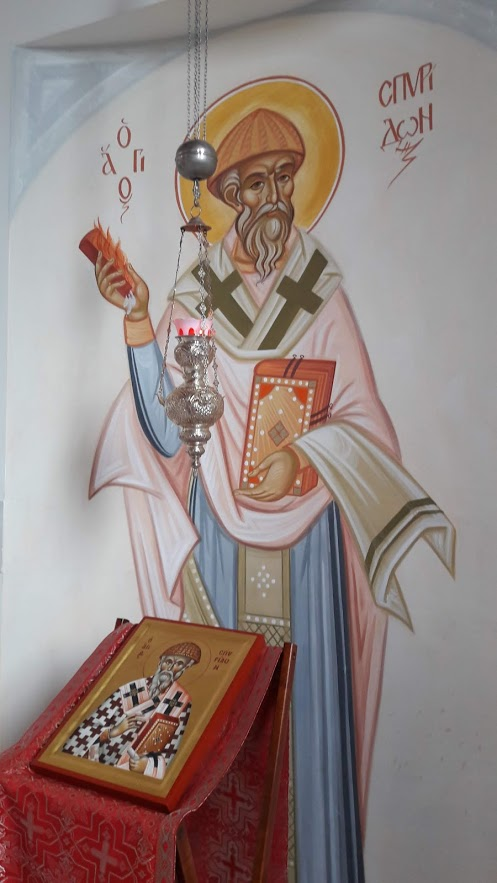
Saint Spyridon et le miracle de la tuile.

Durant le concile, Saint Spyridon démontra de manière saisissante l’unité de la Sainte Trinité : il prit une brique dans sa main et la pressa, et alors,  miraculeusement, du feu s’en échappa, de l’eau tomba sur le sol et seule de la poussière resta dans ses mains. Il expliqua : « De même qu’une seule brique est composée de trois éléments, la Sainte Trinité comprend trois Personnes en un seul Dieu ». À la suite de ce miracle, de nombreux ariens convaincus par la foi nicéenne décidèrent de se convertir.

### Fin de vie
Par sa simplicité et sa profonde dévotion envers Dieu, il accomplit des prodiges tout au long de sa vie et devint célèbre comme un grand faiseur de miracles. C'est ainsi que, selon son hagiographie, il fit tomber la pluie en période de sécheresse, chassa des démons d'un simple mot, guérit des malades et ressuscita même des morts. Il possédait également le don de prescience.
Ses hagiographes rapportent aussi qu'à son retour de Nicée, une femme lui expliqua qu’elle avait confié des bijoux à sa fille pour les garder en sécurité, mais que, cette dernière étant morte en son absence, personne ne savait où ils avaient été cachés. Spyridon se rendit alors sur la tombe de sa fille, lui parla, et put ainsi indiquer à la mère où les bijoux se trouvaient.
Saint Spyridon passa la plus grande partie de sa vie à Chypre, où il s'endormit en 348 et fut enterré dans l’église des Saints Apôtres à Trimythonte.

## Miracles

### Incorruptibilité et premiers transferts de ses reliques
Après sa mort en 348, son corps fut retrouvé incorrompu, signe de sainteté. Ses reliques devinrent une source de miracles et restèrent à Chypre pendant environ 300 ans. Au VIIᵉ siècle, en raison des raids arabes qui menaçaient l’île, elles furent transférées à Constantinople, probablement en 691, sous l’ordre de l’empereur Justinien II. Ses reliques furent conservées dans divers sanctuaires de la capitale byzantine, notamment dans l’église des Saints Apôtres, où elles furent vénérées pendant des siècles.

### Transfert à Corfou des reliques
En 1453, peu avant la chute de Constantinople, les reliques furent discrètement transportées hors de la ville. En 1456, elles furent amenées à Corfou par des fidèles cherchant à les protéger des dangers ottomans. Selon une version, le prêtre George Kalohairetis aurait transporté les reliques en les dissimulant dans des sacs remplis de paille. Une autre version, appuyée par des archives découvertes au XVIIIe siècle, indique que leur transfert aurait été organisé par les autorités vénitiennes en 1489.
À Corfou, les reliques furent d’abord conservées dans diverses églises, avant d’être installées en 1589 dans l’église dédiée à Saint Spyridon, construite spécifiquement pour abriter ce trésor spirituel. Ces reliques s'y trouvent encore aujourd’hui, et l'église est devenue un lieu majeur de pèlerinage.

### Relique de sa main droite
Une partie spécifique des reliques de saint Spyridon - sa main droite - fut séparée du reste du corps et transportée à Rome entre 1592 et 1605. Elle fut conservée dans l’église Santa Maria in Vallicella, où elle resta jusqu’en 1986, date à laquelle elle fut restituée à Corfou, événement qui donna lieu à une grande célébration.

### Miracles et vénération
Saint Spyridon est particulièrement vénéré pour sa protection miraculeuse de Corfou et de ses habitants. Selon la tradition, il sauva l’île à plusieurs reprises : d’une famine, d’épidémies et d’invasions ottomanes, notamment en 1716, lorsqu’il aurait intercédé pour repousser une attaque turque.
Les reliques de Saint Spyridon sont l’objet d’une dévotion fervente. Elles sont exposées pour vénération à certaines occasions, notamment lors de sa fête annuelle (11-13 décembre) et pendant les célébrations pascales. Quatre processions solennelles, appelées litai, sont organisées chaque année à Corfou, chacune commémorant un miracle attribué au saint :
- Le dimanche des Rameaux (miracle contre une épidémie en 1630)
- Le 11 août (libération de Corfou de la domination des Ottomans en 1716)
- Le premier dimanche de novembre (fin d’une épidémie en 1673)
- Pendant la Semaine sainte (sauvetage de l’île lors d’une famine).

Ces processions, marquées par une grande ferveur religieuse et accompagnées de rituels traditionnels, attirent chaque année de nombreux fidèles et visiteurs.

### Héritage spirituel
Saint Spyridon est l’un des saints les plus populaires du monde orthodoxe, particulièrement en Grèce et à Chypre. Sa vie simple, son rôle actif dans la défense de la foi et les nombreux miracles qui lui sont attribués continuent d’inspirer les croyants. Ses reliques, conservées dans un reliquaire en argent orné, demeurent un témoignage tangible de sa sainteté et une source d’espoir pour les fidèles.